# Embalse de Caserras
El embalse de Caserras es una pequeña infraestructura hidráulica española construida sobre el arroyo de Clará, situada en el municipio de Caserras, en la comarca del Bergadá, provincia de Barcelona, Cataluña.
El arroyo de Clará se encuentra en un relativo buen estado de conservación y mantiene una buena muestra de los sistemas naturales fluviales del curso medio del río Llobregat. Por la calidad de sus aguas, mantiene comunidades de algas calcáreas e invertebrados asociados, típicas de arroyos sobre losas calizas. En el pantano, el bosque de ribera es muy discontinuo y estrecho, ya que el bosque de pino -afectado por los incendios del año 1994- llega casi hasta el límite de las aguas. Aparecen especies como fresnos, chopos, alisos y varias especies de sauces. Hay sectores con carrizal, sobre todo en la cola del embalse, y algunos claros de enea.